# Copa Europeia/Sul-Americana de 2002
A Copa Europeia/Sul-Americana de 2002, também conhecida como Copa Toyota e Copa Intercontinental, foi a 41.ª edição da competição, disputada em jogo único pela primeira vez no Estádio Internacional de Yokohama, em 3 de dezembro de 2002, entre o Real Madrid, campeão da Liga dos Campeões da UEFA e o Olimpia, campeão da Copa Libertadores da América.
Em 27 de outubro de 2017, após uma reunião realizada na Índia, o Conselho da FIFA reconheceu os vencedores da Copa Intercontinental como campeões mundiais.

## História
O Real Madrid viajou ao Japão com a base campeã da Liga dos Campeões da UEFA de 2001–02 (sobre o Bayer Leverkusen), mais o reforço de Ronaldo e Cambiasso, para a disputa da Copa Intercontinental, contra o Olimpia do Paraguai campeão da Copa Libertadores de 2002 (sobre o São Caetano). O Real Madrid havia sido considerado pela FIFA dois anos antes como "O Melhor Clube do Século XX". Já o Olimpia, buscava bater o maior campeão da Liga dos Campeões (até então com nove títulos) que buscava o tricampeonato da Copa Intercontinental. Os paraguaios sentiram a pressão de enfrentar os galácticos e não foram páreos para o esquadrão brancaleone, que venceu por 2 a 0, gols de Ronaldo e Guti. O jogo foi especial por um motivo: ambas as equipes comemoravam 100 anos exatamente em 2002. Com o resultado da partida, o clube de Madrid encerrava um centenário praticamente perfeito, com as conquistas da Supercopa da Espanha, da Liga dos Campeões, da Supercopa da UEFA e a Copa Intercontinental.

## Clubes Participantes
| Confederação | Equipe      | Classificação                                   | Participação |
| ------------ | ----------- | ----------------------------------------------- | ------------ |
| CONMEBOL     | Olimpia     | Campeão da Copa Libertadores da América de 2002 | 3ª           |
| UEFA         | Real Madrid | Campeão da Liga dos Campeões da UEFA de 2001–02 | 5ª           |

## Chaveamento
|  | A Classificação[NOTA] | A Classificação[NOTA] | A Classificação[NOTA] | A Classificação[NOTA] |   |             | Copa Intercontinental | Copa Intercontinental | Copa Intercontinental | Copa Intercontinental |
|  |                       |                       |                       |                       |   |             |                       |                       |                       |                       |
|  | Real Madrid           | 2                     | –                     | –                     |   |             |                       |                       |                       |                       |
|  | Bayer Leverkusen      | 1                     | –                     | –                     |   |             |                       |                       |                       |                       |
|  | Bayer Leverkusen      | 1                     | –                     | –                     |   | Real Madrid | 2                     | –                     | –                     |                       |
|  |                       |                       |                       |                       |   | Real Madrid | 2                     | –                     | –                     |                       |
|  |                       | Olimpia               | 0                     | –                     | – |             |                       |                       |                       |                       |
|  | Olimpia (pen)         | Olimpia               | 0                     | –                     | – | 0           | 2                     | (4)                   |                       |                       |
|  | Olimpia (pen)         |                       |                       |                       |   | 0           | 2                     | (4)                   |                       |                       |
|  | São Caetano           | 1                     | 1                     | (2)                   |   |             |                       |                       |                       |                       |

Notas
- NOTA^  Essas partidas não foram realizadas pela Copa Intercontinental. Ambas as partidas foram realizadas pelas finais da Liga dos Campeões da Europa e Copa Libertadores da América daquele ano.

## Partida
| 3 de dezembro de 2002 | Real Madrid            | 2 – 0 | Olimpia | Estádio Internacional, Yokohama                   |
| 19:20                 | Ronaldo 14' · Guti 84' |       |         | Público: 66 070 Árbitro: BRA Carlos Eugênio Simon |

| Real Madrid | Olimpia |

| REAL MADRID:       |    |                |     |     |
|                    |    |                |     |     |
| G                  | 1  | Casillas       |     |     |
| LD                 | 2  | Salgado        |     |     |
| Z                  | 4  | Hierro         |     |     |
| Z                  | 6  | Helguera       |     |     |
| LE                 | 3  | Roberto Carlos | 89' |     |
| V                  | 24 | Makélélé       |     |     |
| V                  | 18 | Cambiasso      |     | 90' |
| M                  | 10 | Figo           |     |     |
| M                  | 5  | Zidane         |     | 86' |
| M                  | 7  | Raúl           |     |     |
| A                  | 11 | Ronaldo        | 82' |     |
| Substituições:     |    |                |     |     |
| M                  | 14 | Guti           |     | 82' |
| M                  | 21 | Solari         |     | 86' |
| Z                  | 22 | Pavón          |     | 90' |
| Treinador:         |    |                |     |     |
| Vicente del Bosque |    |                |     |     |

| OLIMPIA:       |    |                |     |     |
|                |    |                |     |     |
| G              | 1  | Tavarelli      |     |     |
| LD             | 2  | Isasi          |     |     |
| Z              | 3  | Zelaya         |     |     |
| Z              | 15 | Pedro Benítez  |     |     |
| LE             | 4  | Jara           |     |     |
| M              | 5  | Cáceres        | 34' |     |
| M              | 6  | Enciso         |     |     |
| M              | 11 | Córdoba        |     | 65' |
| M              | 10 | Órteman        |     |     |
| A              | 8  | López          |     |     |
| A              | 9  | Miguel Benítez |     | 81' |
| Substituições: |    |                |     |     |
| A              | 7  | Báez           |     | 65' |
| A              | 17 | Caballero      |     | 81' |
| Treinador:     |    |                |     |     |
| Nery Pumpido   |    |                |     |     |

| Homem do jogo: Ronaldo (Real Madrid) Bandeirinhas: COL Jorge Arango PER Jorge Jaimes Quarto árbitro: JPN Toru Kamikawa |

## Campeão
| Copa Européia/Sul-Americana de 2002 |
| ----------------------------------- |
| REAL MADRID 3º Título               |